# (1174) Marmara
(1174) Marmara es el asteroide número 1174 situado en el cinturón principal. Fue descubierto por el astrónomo Karl Wilhelm Reinmuth  desde el observatorio de Heidelberg, el 17 de octubre de 1930. Su designación alternativa es 1930 UC. Está nombrado por el mar de Mármara.
Marmara forma parte de la familia asteroidal de Eos.